# Ernst Helmut Segschneider
Ernst Helmut Segschneider (* 6. März 1938 in Eydtkuhnen in Ostpreußen) ist ein deutscher Volkskundler und Sachbuchautor.

## Leben
Ernst Helmut Segschneider wurde als jüngstes Kind des Superintendenten Ernst Segschneider und dessen Frau Gabriele geboren. Sein Vater war bereits vor seiner Geburt gestorben, seine Schwester starb wenige Tage nach seiner Geburt. Mit seiner Mutter und den drei Brüdern wuchs er in Eydtkuhnen/Eydtkau auf, das die Familie im Sommer 1944 wegen der heranrückenden Roten Armee verlassen musste. Er lebte anschließend in Seeburg, wo seine Mutter im Oktober 1944 starb. Mit Hilfe von Verwandten gelangte er nach Friedheim in der damaligen Provinz Posen und nach der Ausweisung im Dezember 1945 auf Umwegen nach Körrenzig, wo er schließlich das Staatliche Gymnasium Jülich besuchte. Zeitweise lebte er in Dortmund und Linnich. Sein Abitur legte er 1958 in Jülich ab.
Im Anschluss studierte Segschneider an der Universität Marburg Germanistik, Slawistik, Geschichte, Volkskunde und Kunstgeschichte. 1962 wechselte er an die Universität Bonn, wo er 1969 promoviert wurde. Anschließend nahm er eine Stelle als Museumswissenschaftler im Museumsdorf Cloppenburg an.
Segschneider wechselte 1971 an das Kulturgeschichtliche Museum Osnabrück, wo er ebenfalls als Museumswissenschaftler tätig war. Sein Schwerpunkt war die Sachvolkskunde, darunter die Gebiete Brauchtum, Handwerk und Nahrung. In den 1980er Jahren wirkte er an der Einrichtung des Töpfereimuseums in Hagen am Teutoburger Wald mit. In den späten 1980er Jahren begann er, über die Nachkriegszeit und das Schicksal von Kriegsgefangenen zu forschen und zu schreiben. Schließlich verfasste er eine Autobiografie über seine Kindheit und Jugend. Außerdem war er als Herausgeber von Sachbüchern tätig und verfasste zahlreiche Aufsätze und Rezensionen.
Ernst Helmut Segschneider ist verheiratet und hat zwei Söhne. Der Erzählforscher Gottfried Henßen war sein Onkel zweiten Grades.

## Schriften

### Bücher
- Irdenware des Osnabrücker Landes: 19. und 20. Jahrhundert. Kulturgeschichtliches Museum Osnabrück, Osnabrück 1973. Schriften des Kulturgeschichtlichen Museums Osnabrück, Heft 5.
- Festliches Backwerk im Jahreslauf. Osnabrück: 20. Jahrhundert Kulturgeschichtliches Museum Osnabrück, Osnabrück 1975.
- Totenkranz und Totenkrone im Ledigenbegräbnis. Nach einer Dokumentation des Atlas der deutschen Volkskunde. Rheinland-Verlag, Köln/Bonn 1976 (= Werken und Wohnen. Band 10), ISBN 3-7927-0200-2.
- Imkerei des Osnabrücker Landes und benachbarter Gebiete. Kulturgeschichtliches Museum Osnabrück, Osnabrück 1977. Schriften des Kulturgeschichtlichen Museums Osnabrück, Heft 3.
- Imkerei im nordwestlichen Niedersachsen. Schuster, Leer 1978, ISBN 3-7963-0152-5.
- Alte Fliesen: Volkstümlicher Wandschmuck des 18. und 19. Jahrhunderts. Ausstellung in der „Münchhausen-Scheune“ des Museumsdorfes Cloppenburg. Museumsdorf Cloppenburg, Cloppenburg 1981. 2., neubearbeitete Auflage.
- Das alte Töpferhandwerk im Osnabrücker Land. Mit einem Wörterbuch der Hagener Töpfersprache. Rasch, Bramsche 1983, ISBN 3-922469-10-8. Nordwestniedersächsische Regionalforschungen, Band 4.
- Die Töpferei. Landschaftsverband Westfalen-Lippe, Münster 1985, ISBN 3-923432-86-0.
- Zeichen der Not: Als der Stahlhelm zum Kochtopf wurde. Westfälisches Freilichtmuseum Detmold, Detmold 1989, ISBN 3-926160-06-3. Schriften des LWL-Freilichtmuseums Detmold, Band 6.
- Pöttebackers Pottwerk: Leben und Wirken der Töpferfamilie Berndsen in Freren-Ostwie/Emsland 1822 bis 1914. Emsländische Landschaft, Sögel 2005, ISBN 3-925034-39-0.
- „The little red pawnee“: Eine Kindheit in Ostpreußen, Posen, Westfalen und am Niederrhein während des Zweiten Weltkriegs und der Nachkriegszeit. Waxmann, Münster/New York/München/Berlin 2011, ISBN 978-3-8309-2420-3.

### Weitere Schriften (Auswahl)
- Weihnachtsgebäck in Nordwestdeutschland. Eine Untersuchung auf der Grundlage des Atlas der deutschen Volkskunde. In: Rheinisch-Westfälische Zeitschrift für Volkskunde. Band 25, 1979/1989, S. 104–146.
- als Hrsg. und Co-Autor: Jahre im Abseits: Erinnerungen an die Kriegsgefangenschaft. 3. Auflage. Kulturgeschichtliches Museum Osnabrück, Osnabrück 2000, ISBN 3-922469-60-4.
- Carl Ludwig Alpers: seine Osnabrücker Heimat in Bildern aus der 2. Hälfte des 19. Jahrhunderts. Wenner, Osnabrück 1992, ISBN 3-87898-333-6.
- Das sanfte Gesetz ans Licht gehoben. Wilhelm Tiemanns stille Bilder der Erinnerung. Rasch, Bramsche 1995, ISBN 978-3-930595-12-9.
- als Hrsg. und Co-Autor: Leben im Schatten des Todes: Alfred Retzlaffs Bilder einer Kriegsgefangenschaft in Rußland (= Schriften des Kulturgeschichtlichen Museums Osnabrück. Heft 7). Rasch, Bramsche 1996, ISBN 3-930595-35-4.
- Heißwecken als Fastnachtsgebäck im Hanseraum. In: Günter Wiegelmann, Ruth-E. Mohrmann (Hrsg.): Nahrung und Tischkultur im Hanseraum. Waxmann, Münster / New York / München / Berlin 1996, ISBN 978-3-89325-430-9, S. 429–461.
- als Hrsg. und Co-Autor: Geschichten aus der Spanschachtel: Historische Zinnfiguren (= Schriften des Kulturgeschichtlichen Museums Osnabrück. Heft 8). Rasch, Bramsche 1998, ISBN 3-932147-37-5.
- als Hrsg. und Co-Autor: Gefangenschaft im Kaukasus 1946–1950. Waxmann, Münster / New York / München / Berlin 2002, ISBN 3-8309-1170-X.